# Frolic Room
Frolic Room es un bar histórico situado en el 6245 W. Hollywood Boulevard en Hollywood (Los Ángeles, California), cerca de Hollywood y Vine y junto al Pantages Theatre. Es conocido por su letrero de neón, su historia con Hollywood y su asociación con Elizabeth Short (la Dalia Negra).

## Historia
Inaugurado como bar clandestino en 1930, se convirtió en bar legal en 1934. Muchas publicaciones lo consideran un bar de mala muerte, aunque se autodenomina bar de cócteles desde 1941.
Debido a su ubicación junto al Pantages Theater, fue un lugar de reunión de famosos, sobre todo durante los once años (1949-1959) en que el Pantages acogió los premios de la Academia. Entre sus clientes habituales se encontraban Frank Sinatra, Judy Garland, Charles Bukowski y otros, y de 1949 a 1954 tanto el Pantages como el Frolic Room fueron propiedad de Howard Hughes. Hughes añadió el icónico letrero de neón al exterior del edificio durante su propiedad.
Fue el último lugar en el que Elizabeth Short, alias la Dalia Negra, fue vista con vida antes de su asesinato en 1947.
En 1963 se pintó en el interior oriental un mural de Al Hirschfeld en el que aparecían Albert Einstein, Clark Gable, El Gordo y el Flaco, Marilyn Monroe, los hermanos Marx, Tallulah Bankhead y W. C. Fields, entre otros. Fue restaurado por Oscar Ropide en 2012.

## Lugar de rodaje
Frolic Room ha sido un popular escenario cinematográfico de Hollywood. Entre las películas y programas de televisión que se rodaron aquí se incluyen: L.A. Confidential, Once Upon a Time in Hollywood, La dalia negra, Una mujer bajo la influencia, Colombo, Bosch, etc.